# Haplostomides hawaiiensis
Haplostomides hawaiiensis is een eenoogkreeftjessoort uit de familie van de Botryllophilidae. De wetenschappelijke naam van de soort is voor het eerst geldig gepubliceerd in 1994 door Ooishi.